# おはようKジロー
『おはようKジロー』（おはようケイジロー）は、水島新司の野球漫画。『週刊少年チャンピオン』（秋田書店）にて1989年から1995年まで連載された。

## 概要
『ドカベン』などと同様、高校野球をテーマとした作品。
物語中の期間は、Kジローが入学した4月から夏の甲子園大会のある8月までの約5か月間。この5か月間に費やした連載期間は約6年で、単行本は29巻まで発行された。これは、『ドカベン』などの他の水島新司作品と比べても、かなり進行の遅い作品である。

## ストーリー
千葉県の私立冠学園高校に入学した少年、岡本慶司郎（通称：Kジロー）は、甲子園出場を夢見て、野球部入部を希望する。しかし、野球部は3年前に廃部していた。落ち込むKジローだったが、すぐに立ち直り、野球部の復活へ向けて、部員の募集を開始した。当初はそんなKジローを冷ややかに見ていた生徒たちだったが、Kジローの人柄に打たれ、一人また一人と入部者が増えていった。そして、ついにKジローたち冠学園ナインは、甲子園への第一歩として、千葉県大会に出場を果たしたのだった。

## 登場人物

### 冠学園高校
千葉県にある私立高校。偏差値も高く、スポーツが盛んで、数々の大会で優秀な成績を修めているが、過去に起きた暴力事件に野球部が巻き込まれ、各方面から批判をされた為、良くも悪くも注目される高校野球に関わるのを恐れ、廃部にして以降、野球部は存在していなかった。
なおKジローが再建した野球部の背番号は通常のポジションではなく入部順となっており、このためKジローの背番号は「1」である。
岡本 慶司郎（おかもと けいじろう）
主人公。通称「Kジロー」。
冠学園に野球部が無いことを知らずに入学したため、自分で野球部を作りはじめる。性格は前向き・大らかで、一度決めた目標に向けて全力で取り組み達成させる強い意思と実行力を持つ。野球選手としても一年生ながら超高校級の実力の持ち主で、走・攻・守の全てにおいて図抜けたプレイを見せる。
守備位置は主に二塁手だが、捕手もそつなくこなし、甲子園では投手としても登板、ただし本人は「投手なんかやったことない」と言っており初めての登板だった。打順は四番。高校通算成績は一年夏のみで予選が打率8割9分、12本塁打、甲子園の成績は打率7割5分、10本塁打、19打点。甲子園の準々決勝第2～4打席から準決勝第1～2打席までの5打席連続本塁打を記録している。
米作高校戦では「落ちる球にあわせてバッターボックス内で歩きながら打って本塁打にする」というプロでも一流の技術を披露していた。
「Kジロー」とは、本名の漢字を書くのが面倒なために略して書いているうちに、あだ名として定着したもの。プロ野球チーム『千葉チキンズ』で、マスコットの着ぐるみを着用して球場でパフォーマンスを行うアルバイト（実際にはバイト料は貰っていないのでボランティア扱い）をしている。母子家庭（Kジローの父は既に亡くなっている。最終巻でその記述がある）で、母親がもし「父親の事が知られると大変な事になる」と心配していたが、その事については最後まで言及されないままだった。前述の通り卓越した実力の持ち主だが、冠学園に入学するまでは無名の存在だった。野球部員などもそのことを不思議に思うが、理由については結局明かされずに終わった。
『ドカベン ドリームトーナメント編』で再登場。捕手として、新球団・新潟ドルフィンズに入団する。
阿久根伸也（あくね　しんや）
元陸上部。野球部員唯一人の3年生。陸上部では、100mの高校記録を持つほどのスプリンターだった。Kジローからの『100m走で勝ったら、野球部に入部してほしい』という申し出を僅差で退けるが、翌日に『俺はスパイクで、Kジローは運動靴だった。だから俺の負けだ』と潔く負けを認め、野球部に入部する。この阿久根の入部は、後の部員たちの入部に決して少なくはない影響を与えた。県大会から甲子園大会まで一貫して一番・中堅手を守り、その脚力を生かした驚異的な守備範囲とベースランニングは、相手チームはもちろん、冠学園ナインですら驚かせるものだった。
飛島剣（とびしま　けん）
元バレーボール部。2年生。レシーブの名手として活躍していたが、上背が無いことから前衛で活躍できずに悩んでいたところをKジローにスカウトされ、野球部に入部する。そのKジローの目に狂いは無く、千葉県大会では遊撃手、甲子園大会では左翼手として、数々のファインプレーを連発した。また、悪球打ちが得意。
沢村徹（さわむら　とおる）
元テニス部。2年生。Kジローとのテニス勝負に敗れたため、野球部に入部する。守備位置は、俵星との併用で投手または右翼手。直球の速さでは俵星に適わないと考え、変化球に活路を見出す。千葉県大会ではフォークボールのみを武器としたが、甲子園大会ではカーブ・シュートも自在に操った。また、打撃に関しても非凡なセンスを持っており、テニス仕込みのバックハンド打法と特注の短いバットで、千葉県大会から甲子園大会まで通して、Kジローの後ろの五番を張り続けた。
蔵田守（くらた　まもる）
Kジローと同学年の新入生で、数少ない野球経験者。中学校では野球部のエースだったが、ヤクザの息子という特殊な家庭環境のために友人ができずに、野球を楽しむことができなかった。そのため、高校では野球はしないつもりだったが、Kジローの人柄に惚れ、自ら野球部入部を申し出る。守備位置は、千葉県大会では一塁手、甲子園大会では遊撃手。超高校級のKジローの陰に隠れがちだが、蔵田自身もかなりレベルの高い選手であり、Kジローに次ぐ活躍を見せる。
岩神巌男（いわがみ　いわお）
元相撲部。2年生。Kジローとの相撲勝負に敗れたため、野球部に入部する。守備位置は捕手。相撲で鍛えた強い足腰は、バッティングに生かされただけでなく、捕手としてもホームベースを守り抜いた。野球は素人だが、リード・送球なども無難にこなし、縁の下の力持ちとしてチームを支え続けた。花子という心臓病を患っている妹がおり、非常に大事にしている。
明智俊介（あけち　しゅんすけ）
元東大部。2年生。東大に合格することが目的の「東大部」に所属していたが、Kジローの人間性に興味を持ち、野球部に入部した。身体能力は高くは無いが、野球の入門書を見て、バッティング・スローイングをマスターする器用さを持つ。その「教科書通り」のフォームは、景山監督から『フォームだけなら、Kジローより上』と称賛された。東大を目指す秀才だけあり、その頭の回転の速さと鋭い観察力は、チームの危機を何度も救った。守備位置は千葉県大会では左翼手。甲子園大会では一塁手。
大前田 英五郎（おおまえだ えいごろう）
Kジローと同じクラスの新入生。野球経験者だが、蔵田と違い、補欠で中学3年間で一度も試合に出ることができなかったため、野球部の無い冠学園に入学した。Kジローから野球部入部を誘われても、本当は入りたいのに拒否するようなひねくれ者だが、野球が好きな気持ちは本物であり、入部後はKジローに負けじと特訓を積み重ねた。また、調子に乗ると意外な力を発揮するタイプであり、意外な活躍をしばしば見せた。守備位置は三塁手だが、甲子園ではマウンドも経験し、三振も奪っている。
実家は資産家であり、庭に専用のバッティングケージを作ってしまうほど。学校まで車で送迎されるほどだが、他の生徒をはばかって校門を過ぎたところで乗り降りする奥ゆかしさも持ち合わせている。
『ドカベン ドリームトーナメント編』で、広島東洋カープの選手として再登場した。
俵星 玄介（たわらぼし げんすけ）
元陸上部。2年生。陸上部では、やり投の選手だった。喧嘩騒ぎを起こして休学していたが、復学明けに、阿久根が野球部に入部したことを知り、Kジローに助けられた恩もあり野球部に入部する。守備位置は、沢村との併用で投手または右翼手。元々やり投の選手としては全国レベルの選手だったため、野球に慣れるに従い、剛速球投手として開花していく。喧嘩っ早く、問題を起こしがちな性格だが、阿久根やKジローには弱い。
『ドカベン ドリームトーナメント編』で、中日ドラゴンズの投手として再登場した。
秋礼太（あき　れいた）
学年不明。甲子園大会から10人目の選手として入部した、自称「超能力者」。超能力とはいっても、雨をやませたり、投手の手元を狂わせて四球で出塁したりと、真偽を判断しづらいようなものばかり。逆に『野球は知らない』と言うが、随所に鋭い観察眼を見せたり、ファインプレーを行ったりなど、こちらも謎が多い。飄々とした言動で、チームの中でも不思議な存在。
峯村りえ（みねむら　りえ）
野球部のマネージャー。元手芸部。間違えて部室に入ってきたKジローに一目ぼれし、野球部に入部する。部員が9人そろう前には、男のフリをして練習試合に参加したこともあるが、部員がそろった後はマネージャーに専念し、チームメイトを時に励まし、時に叱咤して支え続けた。
景山絵里（かげやま　えり）
野球部の監督。Kジローのクラスの担任でもある。プロ野球「千葉チキンズ」（作品中の架空球団。ロッテ・オリオンズが千葉移転を決めた3年前に書かれた。フランチャイズは「船橋球場」）の、景山監督の一人娘。父親譲りの気性の激しさと頑固さは、采配にもあらわれるほど。アメリカに野球留学したこともあり、選手としても監督としても並みの男以上の実力を見せる。
チーム指導の特徴として「試合開始まで選手には相手の情報を極力与えず白紙の状況で挑む」という方針を貫いており（マネージャーのりえはある程度情報を得ている）、このため野球部選手はしばしば対戦相手の特徴に困惑するシーンがある。
潮空海（うしお　くうかい）
バスケット部の主将。巨大な体格で、ドリブルをしながら登校する。バスケットの大会で残りゼロ秒で逆転シュートを放ったことから「ゼロの男」（今でいうブザービーター）と呼ばれ、ミスター冠としての校長・教頭の評価も高い。Kジローから野球部にスカウトされたが、これを断固拒否し、阿久根などの転部者を『信念を曲げる、軟弱者』と非難した。その後、Kジローの人柄を見直したことやマネージャーのりえに惚れていたこともあり、一時は野球部入部に傾くが、バスケットボールへの思いを捨てられずに入部はしなかった。しかし、入部を断った後は、一転して校内一のKジローと野球部の理解者となり、千葉県大会から甲子園大会までの全試合に、手製の応援旗を持ち応援にかけつけた。

## 試合内容
練習試合：海浜高校
各部員の練習と部員集めを目的として行われた、初の対外試合。対戦相手は、ベテラン鈴木監督が率い、左腕投手山口を擁する海浜高校。部員が9人集まらず、マネージャーのりえが男のフリをして出場した。
各運動部の実力者たちがそろってはいたが、あくまでも野球は素人。そのため、序盤からエラー・四球を連発し大差をつけられていく。だが、少しずつ底力を見せ、野球に対応していく冠野球部ナインに、当初は余裕で構えていた鈴木監督も本気を出して戦うことを指示する。一方、Kジローは、野球ができることへの喜びに、一人感動の涙を流すのだった。

### 県大会
千葉県大会　第一回戦：夏見台高校
記念すべき初戦の相手は、開校以来過去20年全て初戦敗退の夏見台高校。だが、冠学園は俵星の立ち上がりの悪さをつかれ、先取点を許してしまう。さらに、Kジローの実力を見抜いた夏見台のエース夏目漱介（夏目漱石が元ネタ）は、徹底的にKジローとの勝負を避ける作戦に出る。そして、点差が詰められないまま、試合は終盤へと移っていった。
千葉県大会　第二回戦：浜浦高校
第二回戦の相手は、シード校の浜浦高校。本格派右腕の犬吠を擁する、優勝候補である。試合の前日、夏見台高校の夏目のもとを訪れた犬吠は、宣言した。『岡本ごとき、俺が打ち取る』と。そして迎えた試合当日、その言葉を証明するために、犬吠は3番の蔵田を敬遠し、初回からKジローに勝負を挑む。
千葉県大会　第三回戦：大漁商業高校
第三回戦の相手は、大漁商業。ノーシードながら、2試合連続のコールド勝ちで駒を進めてきた強打の高校。さらに、エースの宮内は、七色の変化球を武器に2試合連続のノーヒットノーランを続けている好投手。多彩な変化球に翻弄される冠学園打線。ところが、試合中のKジローのもとに、1枚のメモが届けられる。そこには、宮内のある秘密が記されていたが：。
千葉県大会　第四回戦：海原高校
第四回戦の海原高校は、大会前の下馬評では、一回戦負けと予想された高校。しかし、周囲の予想を覆し、第四回戦まで勝ち上がってきた。その原動力は、エースでもなければ四番でもない。一人の補欠によるものだった。補欠選手の乱童は、当日の天候・審判のクセ・さらには神懸り的なツキを味方につけ、試合に出場しないにもかかわらず、ゲームを完全にコントロールしていく。実力以外のツキに、為す術も無く追い詰められる冠学園、そしてKジロー。
千葉県大会　第五回戦：習志田高校
第五回戦の相手は、習志田高校。快進撃を続ける冠学園の試合を観るために、大勢の人がスタンドに集まっていた。その中には、第一回戦から第四回戦までの対戦相手や海浜高校の選手たちもいた。この試合に勝って、海浜高校との再試合をはたすために、Kジローのバットが今日も吼える。
千葉県大会　準々決勝：総武高校
準々決勝の相手は、総武高校。四番でエースの佐川と三番・捕手丸橋の黄金バッテリーに率いられ、あの海浜高校を第五回戦で破り、ベスト8進出を果たした。ところが、そのバッテリー間では、サインの交換が全くされていなかった。ノーサインと早いテンポに集中力を乱されていく冠学園ナイン。それは、前日に敗れた海浜高校と同じ悪循環に陥っていることを意味した。
千葉県大会　準決勝：千葉マリン高校
準決勝の相手は、千葉マリン高校。これまで以上に攻守ともに高レベルの実力を持った強豪校。だが、試合当日に手術を受ける岩神の妹に輸血したためにKジローは体調を崩し、本来の力が発揮できないでいた。さらに、そのKジローの不調を見抜いた頭脳派捕手・古田は、攻撃においても徹底的にKジローの二塁を狙い、体力を消耗させていく。
千葉県大会　決勝：湾岸高校
ついに決勝戦へと勝ち進んだ冠学園。その対戦相手は、優勝候補の筆頭、湾岸高校。千葉県No,1投手の称号を持つ豪腕・野中（元プロ野球選手野中徹博が名前の由来）、甲子園優勝を目指して全国から選手が集まってきた一流高校。体調の戻ったKジローを先頭に、一丸となってこれに挑む冠学園ナイン。暗雲が垂れ込める千葉チキンズスタジアムで、今、決勝戦が開始される。

### 甲子園大会
甲子園大会　第一回戦：白桃高校（岡山県）
甲子園大会第一回戦の相手は、岡山県代表の白桃高校。そのトルネード投法のエース・野口桃太郎は、岡山県大会の5試合全てを直球のみで無失点に抑えた剛速球投手。さらに攻撃では、1番から9番までの全員がバントという、大胆な攻めを見せる。後手に回った冠学園・景山監督は、思い切った采配で打開を図る。
甲子園大会　第二回戦：新潟米作高校（新潟県）
第二回戦の相手、新潟米作高校は、その名のとおり米作りが本職の高校。その美味しさは、冠学園ナインも絶賛するほど。そして、そんな米作りと同じように野球も粘り強い。ファウルを続けてカウントを稼ぎ、序盤で俵星を交代させてしまった。さらに、エースの越は、打てそうで打てない「おいしい球」で冠ナインを惑わす。さらに、越には隠された本当の正体があると、Kジローは推理するが…。
甲子園大会　第三回戦：根室鈴木高校（北北海道）
第三回戦の相手は、北北海道代表の根室鈴木高校。北国のハンデを乗り越え、堂々と優勝候補に名乗りを上げている強豪校。その原動力は、「0の男」の異名を取り、無失点記録を続ける好投手・日下。その日下は、Kジロー対策に悩むチームメイトに、Kジロー封じを約束する。さらに、根室鈴木高校の応援に駆けつけた1万人の大応援団が、冠学園ナインのリズムを乱す。
甲子園大会　準々決勝：芦屋日之本高校（兵庫県）
地元兵庫県代表・芦屋日之本高校の主将　神崎は、試合前から冠学園ナインを挑発し、平常心を失わせていく。冠学園の宿舎前に外車で乗りつけ、グリーンスタジアム神戸では千葉チキンズをこきおろし、さらには、景山監督に対抗し監督を女性に代えるほど。神崎の態度に怒り心頭に発した冠学園ナインだったが、神崎の周到な作戦は、試合開始後も続いていた。
甲子園大会　準決勝：吉本工業高校（大阪府）
準決勝の相手は、これも地元大阪府代表の吉本工業。吉本工業の桂監督は、沢村の先発を読み切り「電波作戦」を発動した。「電波作戦」により大量失点を許す冠学園。一方、吉本工業先発の西川は、プロ野球投手の真似で投げる「七変化投法」で、攻撃陣を手玉に取る。何が起きるか分からない吉本野球に、徐々に追い詰められる冠学園ナイン。
甲子園大会　決勝：五九男水産高校（沖縄県）
真紅の大旗をかけた決勝戦の相手は、沖縄県代表の五九男水産。だが、Kジローは、五九男水産の五つ子・上原兄弟が試合中に入れ替わっていることを疑い、試合に集中できずにいた。
作者が双子の球児を見て、試合中に入れ替わったら面白いだろうなとコメントしている。
阿久根・飛島・沢村・蔵田・岩神・明智・大前田・俵星・秋・そしてKジロー。冠学園野球部の最後の戦いの結末はいかに。